# Perizoma molybda
Perizoma molybda là một loài bướm đêm trong họ Geometridae.